# ابدیت (فیلم ۲۰۱۳)
«ابدیت» (انگلیسی: Eternity (2013 film)) یک فیلم است که در سال ۲۰۱۳ منتشر شد.